# Gustav Aufhammer

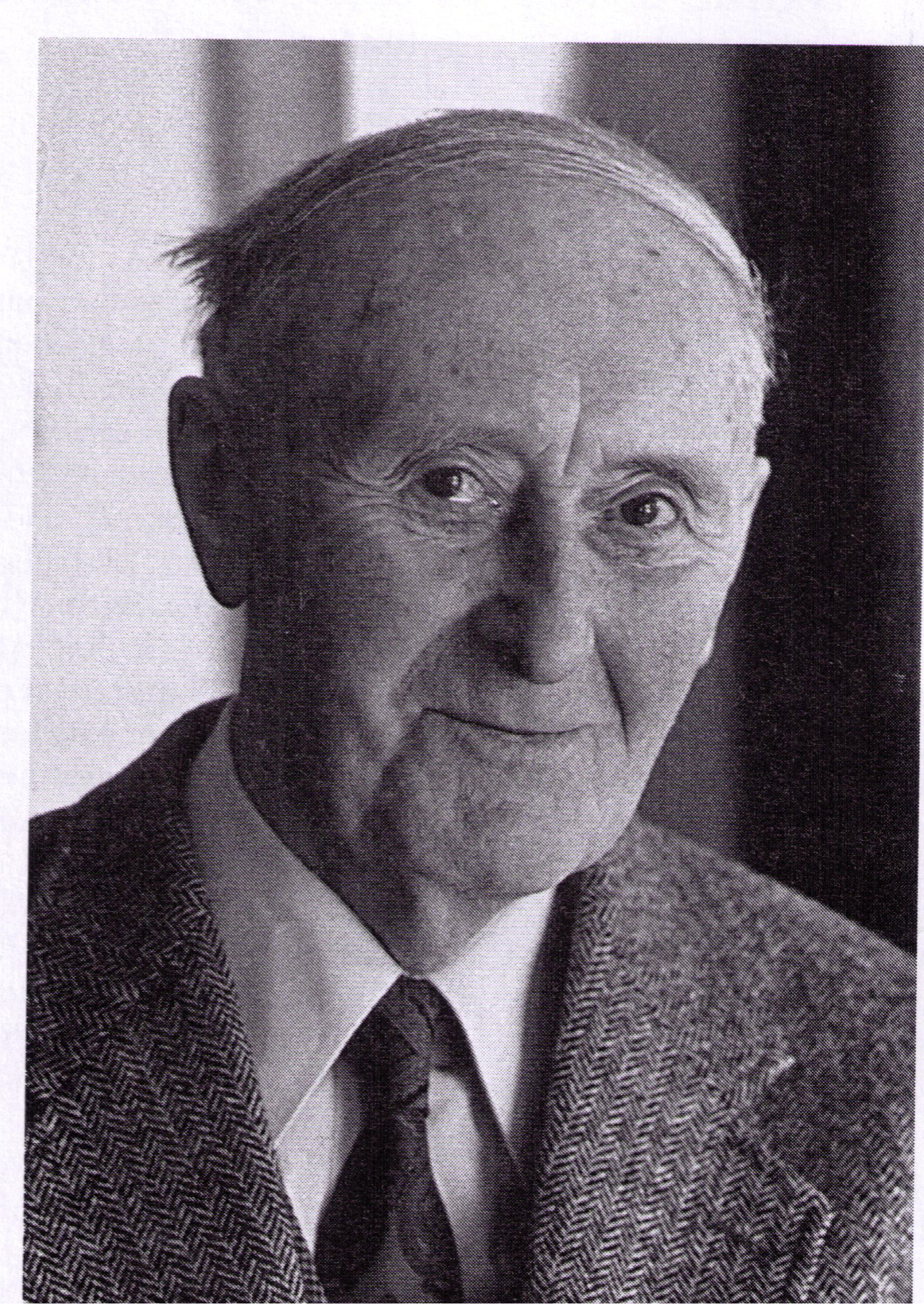
Gustav Aufhammer

Gustav Aufhammer (* 22. Februar 1899 in Larrieden, Bayern; † 26. Januar 1988 in Freising) war ein deutscher Pflanzenbauwissenschaftler und Pflanzenzüchter. Er war ab 1949 Lehrstuhlinhaber in München.

## Leben und Wirken
Gustav Aufhammer, Sohn von Babette Aufhammer, geborene Herrman, und des Lehrers Johann Aufhammer, wurde im mittelfränkischen Larrieden geboren, studierte ab 1919 Landwirtschaft an der Technischen Hochschule München und erwarb 1922 den Titel Diplom-Landwirt. Eine überwiegend praktisch ausgerichtete Tätigkeit brachte ihn in enge Berührung mit der Pflanzenzüchtung. 1926 kehrte er an die Technische Hochschule München zurück. Dort wurde unter der Ägide von Ludwig Kießling mit einer Dissertation über die Wechselbeziehungen zwischen Pflanzenzüchtung und Landwirtschaftstechnik zum Doktor der technischen Wissenschaften promoviert.
Nach der Promotion arbeitete Aufhammer ab 1927 an der TH München als wissenschaftlicher Assistent und Mitarbeiter Kießlings an einem Sortenregister kultivierter Gerstenformen. Wichtigstes Ergebnis dieser Studien war der gemeinsam mit Kießling 1931 herausgegebene Bilderatlas zur Braugerstenkunde. Nach Abschluss dieser Tätigkeit auf dem Gebiet der Sortenkunde ging Aufhammer 1931 für mehrere Jahre an die Kreisackerbauschule nach Triesdorf und 1935 an die Bayerische Landessaatzuchtanstalt in Weihenstephan, wo er 1936 als Regierungsrat die Leitung der Weizenabteilung übernahm. Dort beschäftigte er sich vor allem mit der züchterischen Kombination von Ertrags-, Resistenz- und Qualitätseigenschaften bei Getreide. In enger Zusammenarbeit mit einschlägigen Untersuchungsanstalten in Berlin und Detmold entwickelt er das später in Deutschland eingeführte System, die Weizensorten bestimmten Backqualitätsgruppen (A-, B- und C-Weizen) zuzuordnen.
Im Jahr 1948 wurde Aufhammer Lehrbeauftragter und 1949 folgte er einem Ruf an die Technische Hochschule München. Er übernahm als ordentlicher Professor für Pflanzenbau und Pflanzenzüchtung sowie Direktor das Institut für Acker- und Pflanzenbau in Weihenstephan, dem er bis zu seiner Emeritierung im Jahre 1968 vorstand. Der Getreidebau und die Getreidezüchtung standen fortan gleichgewichtig im Mittelpunkt seiner Forschungstätigkeit, insbesondere die Braugerstenerzeugung und die Weizenqualität. Zudem leitete er das Lehr- und Forschungsgut Roggenstein. Von 1960 bis 1962 wirkte er als Rektor. Seit 1952 war er Mitglied vom Barley Committee der European Brewery Convention. Ein besonderes Anliegen war es für ihn, durch pflanzenbauliche Maßnahmen der Verbreitung von Pflanzenkrankheiten entgegenzuwirken. Eine detaillierte Übersicht über die in seinem Institut (1963 Namensänderung in: Institut für Pflanzenbau und Pflanzenzüchtung) durchgeführten Forschungsarbeiten hat er 1965 im Bayerischen Landwirtschaftlichen Jahrbuch veröffentlicht.
Von seinen über 350 Beiträgen in wissenschaftlichen und praxisnahen Zeitschriften ist aus pflanzenbaulicher Sicht seine gedankenreiche Abhandlung über Standortforschung in der Pflanzenbauwissenschaft (1966) hervorzuheben. Primär für die landwirtschaftliche Praxis konzipiert war sein Buch Neuzeitlicher Getreidebau (1959). Sein wissenschaftliches Hauptwerk ist das 1973 gemeinsam mit Gerhard Fischbeck verfasste Buch Getreide. Produktionstechnik und Verwertung – ein Standardwerk der deutschsprachigen Fachliteratur über den Getreidebau. Von 1964 bis 1966 war Aufhammer 1. Vorsitzender der Gesellschaft für Pflanzenbauwissenschaften.
Gustav Aufhammer war ab 1935 mit Else Aufhammer, geborene Niedermüller, verheiratet, wohnte im oberbayerischen Freising und hatte fünf Kinder. In seine Fußstapfen trat sein Sohn Walter Aufhammer.

## Ehrungen und Auszeichnungen
- 1964 Bayerischer Verdienstorden
- 1967 Ehrenmitglied der Gesellschaft für Pflanzenbauwissenschaften
- 1968 Ehrendoktor der Landwirtschaftlichen Fakultät der Universität Bonn
- 1968 Großes Verdienstkreuz des Verdienstordens der Bundesrepublik Deutschland
- 1969 Roemer-Medaille der Arbeitsgemeinschaft für Getreideforschung Detmold
- 1986 Bayerischer Maximiliansorden für Wissenschaft und Kunst

Aufhammer hatte zudem die Goldene Staats-Medaille des Landwirtschaftsministeriums sowie die Goldene Medaille für Förderung des Qualitätsgerstenbaues im Bundesgebiet erhalten.

## Schriften (Auswahl)
- Landwirtschaftliche Pflanzenzüchtung und Landwirtschaftstechnik, eine Darstellung ihrer Wechselbeziehungen und Fortschritte. Dissertation Technische Hochschule München 1928. Zugleich in: Landwirtschaftliches Jahrbuch für Bayern. Jahrgang 18, 1928, S. 229–294.
- mit Ludwig Kießling: Bildatlas zur Braugerstenkunde. Herausgegeben vom Verein zur Förderung des deutschen Braugerstenbaus, Berlin 1931.
- mit P. Pergal und F. R. Horne: Braugerstensorten / Barley Varietis. D. van Nostrand Comp. Ltd., New York / Toronto / London 1958.
- Neuzeitlicher Getreidebau. DLG-Verlag Frankfurt am Main 1959; 2. Auflage ebenda 1963.
- mit G. Fischbeck und A. Haisch: Die Verwendung von Gammabestrahlungsanlagen zur Behandlung von Pflanzen (= Schriftenreihe des Bundesministers für Wissenschaftliche Forschung: Radionukloide. Heft 3). Verlag Gersbach München 1965.
- Die Fakultät für Landwirtschaft und Gartenbau der TH München: Forschungsarbeiten des Instituts für Pflanzenbau und Pflanzenzüchtung. In: Bayerisches Landwirtschaftliches Jahrbuch. Jahrgang 42, 1965, Sonderheft 3, S. 31–48.
- Standortforschung in der Pflanzenbauwissenschaft. In: Standortforschung. Schriftenreihe des Forschungsrates für Ernährung, Landwirtschaft und Forsten. Heft 1', 1966, S. 59–69.
- mit Gerhard Fischbeck: Getreide. Produktionstechnik und Verwertung. DLG-Verlag, Frankfurt am Main 1973.